# Harvey Molotch
Harvey Luskin Molotch (né le 3 janvier 1940) est un sociologue américain connu pour les études qui ont reconceptualisé les relations de pouvoir dans l'interaction, les médias de masse, et de la ville. Il a contribué à créer le champ de la sociologie de l'environnement et a avancé des méthodes qualitatives en sciences sociales. Au cours des dernières années, Molotch a permis de développer un nouveau champ de la sociologie des objets. Il est actuellement professeur de Sociologie et de Métropolitaine des Études à l'Université de New York. 